# Про уродов и людей
«Про уродов и людей» — российский фильм-драма режиссёра Алексея Балабанова, вышедший в 1998 году. Премьера картины состоялась на 51-м Каннском кинофестивале в программе «Двухнедельник режиссёров».

## Сюжет
Фильм стилизован под немое кино, и в самом начале полностью отсутствует звуковой ряд, кроме характерного треска. В начале фильм состоит из отдельных историй, которые по ходу сюжета начинают сливаться в единое русло. Конец XIX — начало XX века. Иоган приезжает в Санкт-Петербург. Доктор Стасов усыновляет новорождённых сиамских близнецов.
Иоган содержит фотоателье, в котором подпольно создаются эротические фотографии садомазохистской направленности. У него есть два помощника — Виктор Иванович, который разносит фотографии клиентам, и молодой фотограф — Путилов.
Семья доктора Стасова живёт несчастливо: жена его не любит, отвергая супружеские ласки, а всё время отдаёт близнецам, надеясь отточить в них музыкальные навыки. Добродушный доктор, несмотря ни на что, любит жену и близнецов. Приёмные сыновья любят отца, проявляя искреннюю сыновью привязанность.
Инженер Радлов знакомит дочь Лизу с Путиловым. Молодые люди ищут тему для разговора, выясняется, что ателье Иогана производит не только порнографические, но и обычные фотографии, одну из которых заказал для реставрации инженер Радлов, не подозревающий о втором дне профессии своего партнёра.
Иоган пытается сделать предложение Лизе, по дороге его помощник замечает сиамских близнецов: Виктором Ивановичем овладевает страсть к съёмке этих «уродов». Иоган получает резкий отказ от Радлова на просьбу руки его дочери, с инженером случается сердечный приступ.
Груня (сестра Иогана, работает служанкой у Радлова) находит в вещах Лизы садомазохистские фотографии, купленные ею у Виктора Ивановича. Когда распорядитель уходит, инженер, надеявшийся сделать Груню матерью Лизе вместо ушедшей жены, сообщает ей, что изменил завещание. Груня показывает инженеру фотографии. Это наповал убивает только что перенёсшего приступ Радлова.
В то время, как доктор отлучался к телефону, после географических занятий с детьми, Дарья, его домработница, пытается вовлечь в свои фантазии и близнецов, показывая им фотографии и свою грудь. Вернувшись, доктор сообщает, что идёт к Радлову, у которого плохо с сердцем.
Виктор Иванович вновь приходит в дом доктора Стасова с целью увидеть близнецов. Дверь открывает служанка Дарья. Она пытается его выгнать, но в итоге он запирает её в ванной комнате. Когда он рассматривает вещи в гостиной, появляется Екатерина, жена доктора. Екатерина словно не замечает его и выясняется, что жена доктора слепа. Виктор Иванович понимает свою власть над беззащитной женщиной и выбравшаяся из ванной комнаты Дарья застаёт, как Екатерина Кирилловна, поднимая платье, демонстрирует ему свои прелести.
В этот момент в комнату входят близнецы, они обращаются к матери, к которой тут же теряет интерес Виктор Иванович, направив свой взор к ним. Он смеётся и радуется тому, что наконец заполучил их.
Втайне от Иогана Виктор Иванович начинает своё дело. При помощи подневольного Путилова он делает фотографии обнажённых сиамских близнецов в том же фотоателье, где ранее работал Иоган.
Радлов умирает, его хоронят. При оглашении завещания становится известно, что он действительно назначил Груню полной распорядительницей всего имущества до замужества Лизы. В квартиру сразу же вселяется Иоган, который приводит свою старую няню. Зайдя в комнату к Лизе, Иоган сообщает, что венчаться они не будут. Лиза всё понимает: она становится женой Иогана.
Девушку развращают и теперь она оказывается в роли тех дам, которых видела под розгами старухи. За всем этим наблюдает Иоган. Всё это снимает Путилов; после того, как всё закончилось, он пытается сказать Лизе, что спасёт её. «Поздно, Путилов», — отвечает она.
Доктор Стасов ищет детей: он узнаёт, кто причастен к их пропаже, и вламывается в квартиру Радловых. Иоган убивает доктора. Появившийся вскоре Виктор Иванович замечает тело. Страх и ненависть к Иогану заставляют компаньона всё рассказать и показать.
Иоган решает усмирить близнецов и наливает им водки. Виктор Иванович объявляет, что «его уроды» будут жить пока здесь, в комнате Лизы.
Идея Иогана — отправить близнецов в театр, за что Иоган получает свой процент с хозяев. Стоя рядом с Иоганом возле окна театра, Лиза говорит, что ненавидит этот город, а за окном простираются пейзажи Петербурга.
Время идёт, один из близнецов, Коля, все сильнее любит Лизу, а второй, Толя, постепенно спивается, употребляя «угощения» Виктора Ивановича. Толя говорит, что они поедут искать отца на восток. Они не знают, что он погиб, так как им сказали, что тот вместе с женой оставил их и уехал. Виктор Иванович, стараясь развивать талант мальчиков, доставляет из их дома в дом Лизы рояль и бутылку вина. Пока они начинают играть, Груня зовёт в соседнюю комнату Лизу. Она раздевается донага и уходя, плохо закрывает дверь. Коля слышит удары розг.
Виктор Иванович решает взять в оборот и Катерину Кирилловну, слепую жену доктора. Взяв с собой Путилова, он собирает полный зал людей, пользуясь тем, что та никого не видит, но на этот раз с розгами появляется её служанка Дарья, с большим увлечением она заставляет нагую Екатерину Кирилловну встать на четвереньки так, чтобы всё было видно на камеру.
Как-то раз ночью Коля подзывает Лизу и признаётся в любви, говоря, что удары розгами — не единственное проявление чувств, так как он видел книги у отца, где всё описывалось иначе, и говорит, что она должна испытать настоящую любовь. «Он ничего не услышит, им надо только попробовать» — уговаривает её Коля. Лиза вздыхает. За окном опять, подав последний сигнал, с заправки уходит паровоз. Из титров становится ясно, что Лиза согласилась заняться с Колей сексом.
Виктор Иванович идёт к Путилову, но обнаруживает, что его нет, а множество отснятого материала уничтожено. Спрятавшись в каморке парадной дома, Путилов уходит вдаль, волоча за собой свою аппаратуру и большой чемодан.
Лизу будит Груня и зовёт в зал, где на полу сидит Иоган и смотрит на лежащую перед ним няню: «А у меня няня умерла». У него начинается эпилептический припадок. Из комнаты выходят Толя и Коля, и видят выпавший из полов халата конвульсирующего Иогана пистолет. Коля его поднимает.
В этот момент в комнату заходит Виктор Иванович. Поняв, в чём дело, и осмелев, он начинает обшаривать Иогана, по-видимому, в поисках пистолета. Коля убивает Виктора Ивановича, после чего роняет пистолет на пол. Лицо Лизы озаряется улыбкой.
Близнецы уезжают на Восток. Лиза обещает помнить и ждать встречи, они же, в свою очередь, найти отца и вернуться. Лиза садится на паровоз, а близнецы — на пароход.
Братья находят табличку на доме в некоем восточном заснеженном городе, сообщающую, что там родился и жил известный врач-клиницист Андрей Фёдорович Стасов. «Папа» — произносит Толя. Ребята вновь возвращаются в театр. Публика требует на сцену уродов, а они не выходят — всему виной напившийся Толя. Брат пытается ему помочь, но вдруг они падают на пол, Толя при падении ударяется головой о край ванны и погибает, Коля тщетно пытается привести его в чувство. Организаторы, не зная причин задержки, ломают дверь.
Поезд едет по заснеженному берёзовому лесу. Пожилой кочегар подбрасывал уголь в топку. Лиза с весёлыми искрящимися глазами смотрит на него и улыбается.
Лиза идёт по улице, в витринах сидят обнажённые женщины и мужчины с плётками. Лиза остановилась напротив парня с плёткой. Мимо проносится машина с Путиловым, за ним бежит толпа поклонниц, выкрикивающих слова восхищения. Лиза снова вспоминает недавнее прошлое и заходит в витрину к парню с плёткой. И вот она стоит на четвереньках на скамье, обернувшись к парню задом, а он с наслаждением хлещет её плетью, но Лиза почти не реагирует на удары. Какой-то джентльмен прошёл мимо их витрины и поморщился от увиденного.
Иогана-синематографиста больше нет, на экранах появляется Иоган-зритель. На экране «новые» шедевры известного режиссёра и оператора — «Ф. Путилова» под названием «Наказание за преступления». На экране появляется Лиза, и Иоган легко узнаёт тот самый сюжет, когда Лиза «стала женщиной в первый раз». Он смотрит её до конца. Зрители расходятся, Иоган же направляется к ближайшей набережной, где под песню близнецов заходит на отколовшуюся льдину и уплывает в последний путь.

## В ролях
| Актёр               | Роль                                                                                             |
| ------------------- | ------------------------------------------------------------------------------------------------ |
| Динара Друкарова    | Лиза Радлова (озвучивает Евгения Игумнова) главная героиня                                       |
| Сергей Маковецкий   | хозяин фотоателье Иоган Кель главный антагонист                                                  |
| Вадим Прохоров      | фотограф и кинооператор Ф.Ф. Путилов                                                             |
| Виктор Сухоруков    | подручный Иогана Виктор Иванович                                                                 |
| Александр Мезенцев  | доктор Андрей Фёдорович Стасов                                                                   |
| Анжелика Неволина   | Екатерина Кирилловна Стасова слепая супруга доктора Стасова                                      |
| Алексей Дё          | приёмный сын Стасовых Коля сиамский близнец                                                      |
| Чингиз Цыдендамбаев | приёмный сын Стасовых Толя сиамский близнец                                                      |
| Игорь Шибанов       | инженер Николай Николаевич Радлов отец Лизы                                                      |
| Дарья Юргенс        | горничная Радловых Груня (Аграфена Спиридоновна Босых) любовница инженера Радлова, сестра Иогана |
| Татьяна Полонская   | Дарья                                                                                            |
| Ричард Богуцкий     | нотариус                                                                                         |
| Ольга Страумит      | няня Иогана                                                                                      |
| Борис Смолкин       | фотограф в ателье                                                                                |
| Илья Шакунов        | человек в витрине                                                                                |
| Юрий Гальцев        | импресарио                                                                                       |

## Создание
Сценарий фильма Балабанов написал ещё в 1993 году под названием «Тихие люди». Замысел картины возник во время съёмок «Замка» в Гамбурге.

Времени у меня было полно, я гулял по городу и придумывал новый фильм. В эротических музеях рассматривал фотографии начала века. И мне понравилась идея: сделать кино о такой любви. Для нас как бы неестественной, но для моих героев единственно возможной.— Алексей Балабанов
Режиссёр планировал приступить к съёмкам этого фильма сразу после завершения работы над короткометражкой «Трофим». Однако долгое время из-за провокационности сюжета Балабанов не мог найти средств для его реализации. За это время он успел снять малобюджетного «Брата» и поездить по международным кинофестивалям в поисках денег. Несмотря на активную работу с западными продюсерами, осуществить этот проект Балабанов смог, опираясь исключительно на средства российских инвесторов.

## Съёмочная группа
- Продюсеры: Сергей Сельянов, Олег Ботогов
- Сценарий и постановка: Алексей Балабанов
- Оператор-постановщик: Сергей Астахов
- Художник-постановщик: Вера Зелинская
- Звукорежиссёр: Максим Беловолов
- Монтаж: Марина Липартия
- Художник по костюмам: Надежда Васильева
- Художник-гримёр: Тамара Фрид
- Декоратор: Анатолий Глушпак
- Режиссёр: Сергей Ражук
- Ассистенты режиссёра: Татьяна Суляева, Татьяна Комарова, Наталья Крылова
- Помощник режиссёра: Людмила Зимнева
- Оператор: Валерий Ревич
- Ассистенты оператора: Сергей Шульц, Анатолий Кудрявцев, Иван Алексеев
- Мастер по свету: Константин Костин
- Ассистент художника по костюмам: Татьяна Патрахальцева
- Костюмер: Ирина Скороденок
- Гримёр: Наталья Тулупова
- Директор: Максим Володин

## Награды
- Премия «Ника» в номинации «Лучший фильм» (1998)
- Премия «Ника» в номинации «Лучшая режиссёрская работа» (Алексей Балабанов) (1998)
- Приз международного фестиваля «Неделя фантастического кино» в Малаге лучшему актёру (Сергей Маковецкий)
- Приз международного фестиваля «Неделя фантастического кино» в Малаге лучшему оператору (Сергей Астахов)
- Приз «Особое мнение» международного фестиваля «Неделя фантастического кино» в Малаге
- Специальный приз жюри международного фестиваля в Стамбуле
- Гран-при фестиваля «Золотой Фриггон» (1998)